# SuS 1907 Northeim
SuS 1907 Northeim was een Duitse voetbalclub uit Northeim, Nedersaksen.

## Geschiedenis
De club werd op 29 mei 1907 opgericht door studenten van het Gymnasium Corvinianum. De club was aangesloten bij de West-Duitse voetbalbond en speelde enkele seizoenen in de Hessisch-Hannoverse competitie. In 1933 ging de club in de grotere sportclub SC Northeim op dat tegen het einde van de Tweede Wereldoorlog de naam Sportfreunde Northeim aannam.
Na de oorlog werden alle Duitse clubs ontbonden. Pas op 7 september 1948 werd de club heropgericht onder de oude naam SuS Northeim. In 1949 ging de club in de nieuwe Amateurliga Göttingen/Hildesheim spelen. De club speelde hier tot 1954 en opnieuw van 1959 tot 1961. Na een nieuwe promotie in 1963 kwalificeerde de club zich voor de nieuwe Verbandsliga Süd. In de Noord-Duitse beker versloeg de club tweedeklassers FC St. Pauli en VfV Hildesheim en plaatste zich voor de eerste ronde van de DFB-Pokal waarin ze nipt verloren door een own-goal tegen Bundesligaclub Meidericher SpV. In 1965 promoveerde de club naar de Amateurliga Niedersachsen en speelde daar tot 1971. De club speelde tot 1989 in de Landesliga en degradeerde dan naar de Bezirksliga.
In april 1992 fuseerde de club met VfB Northeim en Sultmershagener FC tot FC Eintracht Northeim.